# ABC Television Players
ABC Television Players era un programa de televisión estadounidense, emitido por la cadena ABC desde enero hasta octubre de 1949.
El programa originalmente se llamaba ABC Television Players, posteriormente cambió a ABC Tele-Players, y finalmente a ABC Penthouse Players.
El programa era una serie de presentaciones dramáticas en vivo, en las que aparecían actores poco conocidos. Era narrado por Don Gallagher. El programa era transmitido desde Chicago.